# Bisdom Imus
Het bisdom Imus (Latijn: Dioecesis Imusensis) is een rooms-katholiek bisdom met als zetel Imus, op de Filipijnen. Het bisdom is suffragaan aan het aartsbisdom Manilla. 

## Geschiedenis
Het bisdom werd opgericht op 25 november 1961, uit delen van het bisdom Lipa en het aartsbisdom Manilla. 

## Parochies
Het bisdom had in 2021 een oppervlakte van 1.288 km2 en telde 4.000.580 inwoners waarvan 79,9% rooms-katholiek was.

## Bisschoppen
- Artemio Gabriel Casas (11 december 1961 - 4 september 1968)
- Felix Paz Perez (25 februari 1969 - 29 februari 1992)
- Manuel Cruz Sobreviñas (25 februari 1993 - 22 oktober 2001)
- Luis Antonio Gokim Tagle (22 oktober 2001 - 13 oktober 2011; kardinaal in 2012)
- Reynaldo Gonda Evangelista (8 april 2013 - heden)

## Galerij van afbeeldingen

Wapen van het bisdom
Bisschop Reynaldo Gonda Evangelista (2013-2024)
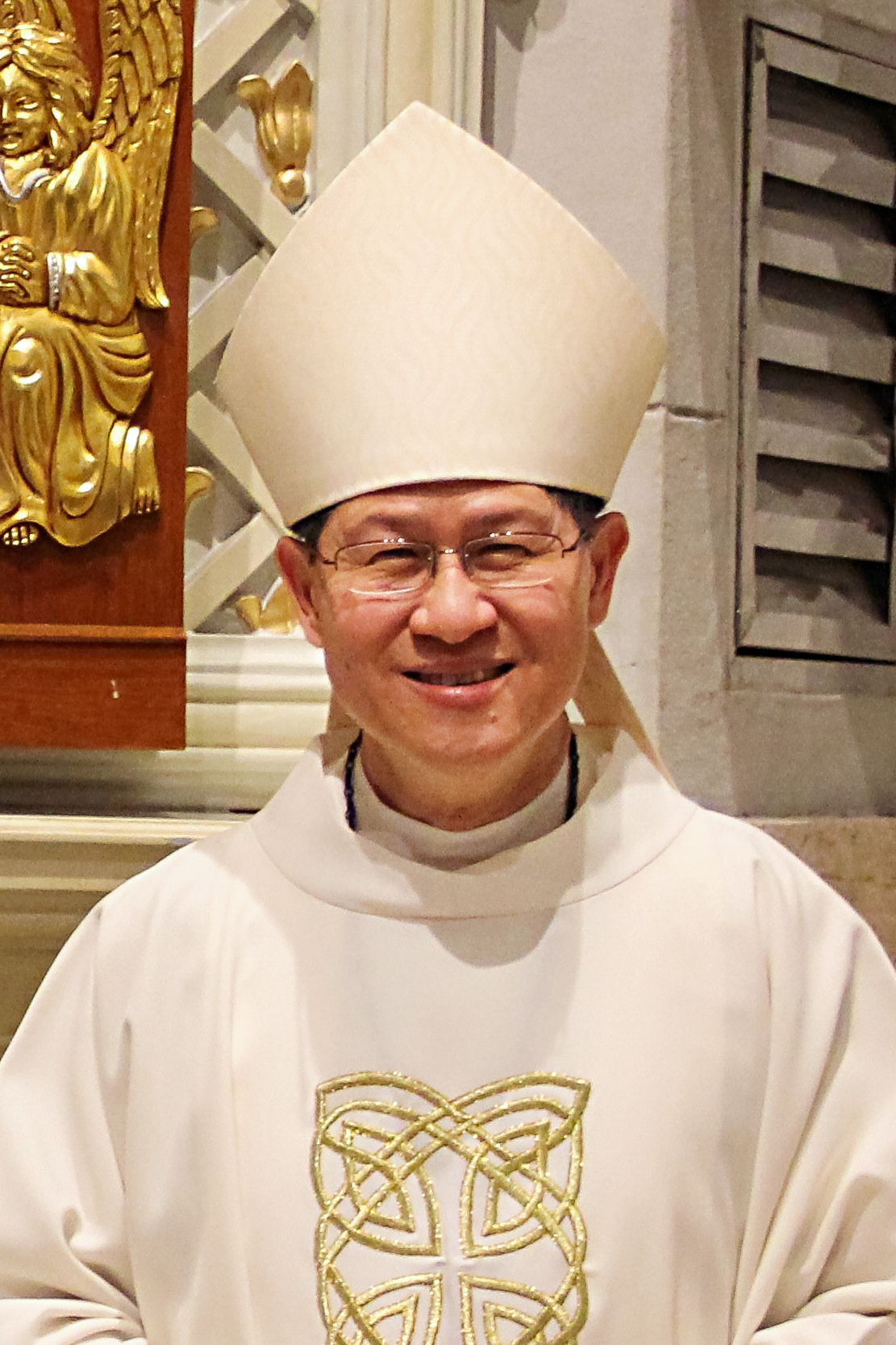
Bisschop Luis Antonio Gokim Tagle (2001-2011), kardinaal in 2012
Bisschop Manuel Cruz Sobreviñas (1993-2001)

Manilla (aartsbisdom) · Antipolo · Cubao · Imus · Kalookan · Malolos · Novaliches · Parañaque · Pasig · San Pablo